# Eivør Pálsdóttir
Eivør Pálsdóttir [ˈaivœɹ ˈpɔlsˌdœʰtəɹ] som är född den 21 juli 1983 i Syðrugøta på Färöarna, och är en färöisk sångerska som bland annat sjunger jazz, folkmusik, country, popmusik och klassisk musik. Vanligen använder hon sitt förnamn, Eivør, som artistnamn. Det kommer från det färöiska kvinnonamnet Eyðvør. Eivør är mycket populär på Island, Färöarna, i Danmark och Skandinavien.
Eivør är dotter till Sædis Eilifsdóttir och Páll Jacobsen.

## Karriär
När Pálsdóttir var tolv år reste hon med en färöisk manskör till Italien, där hon skulle sjunga solo. Året efter gjorde hon sitt första framträdande i färöisk television och vann en musiktävling samma år. År 1999, när hon var femton år gammal, gick hon med i rockbandet Clickhaze.
År 2000 kom hennes första skiva, ett självbetitlat album. Albumet innehöll klassiska ballader från Färöarna med gitarrer och bas, en hel del jazzinfluenser och texter skrivna av kända färöiska textförfattare. Några av låtarna sjöngs på danska men resten på färöiska. Flera av låtarna hade hon själv skrivit, och vid den tiden räknades hon redan som professionell musiker.
Clickhaze vann år 2001 tävlingen Prix Føroyar och år 2002 åkte hon till Reykjavik för att studera musik (klassisk och jazz). Färöarnas mentor för musik, Kristian Blak, inbjöd henne att sjunga i jazzgruppen Yggdrasil och det första albumet kom redan samma år. Bandet gjorde en turné i bland annat Sverige, Grönland, Danmark (Roskildefestivalen) samt Island, vilket blev en stor framgång.
Efter att hennes andra soloalbum, Krákan, släpptes blev Pálsdóttir nominerad till isländska musikpriset Íslensku tónlistarverðlaunanna i inte mindre än tre kategorier år 2003. Hon fick pris som bästa sångerska och för bästa framträdande.
Pálsdóttirs skiva Eivør, som släpptes i november 2004, blev, tillsammans med kanadensaren Bill Bourne, det bäst säljande färöiska musikalbumet i USA och Kanada.

## Diskografi
- 2000 – Eivør Pálsdóttir
- 2002 – EP (i gruppen Clickhaze)
- 2002 – Yggdrasil (i gruppen Yggdrasil)
- 2003 – Krákan
- 2004 – Eivør
- 2005 – Trøllabundin (tillsammans med Dr big band  på Danmarks Radio)
- 2007 – Human Child (engelska)
- 2007 – Mannabarn (färöiska)
- 2009 – Eivör Live
- 2010 – Undo your mind EP
- 2010 – Larva
- 2012 – Room
- 2014 – The Color of Dark
- 2015 – Bridges
- 2015 – Slør
- 2020 – Segl
- 2024 – Enn

### Översättning
Den här artikeln är helt eller delvis baserad på material från en annan språkversion av Wikipedia.